# Úvalno
Úvalno es una localidad del distrito de Bruntál en la región de Moravia-Silesia, República Checa, con una población estimada a principio del año 2018 de 967 habitantes. 
Se encuentra ubicada al oeste de la región, en los Sudetes orientales, cerca de la frontera con Polonia y la región de Olomouc.